# Zlin Aircraft

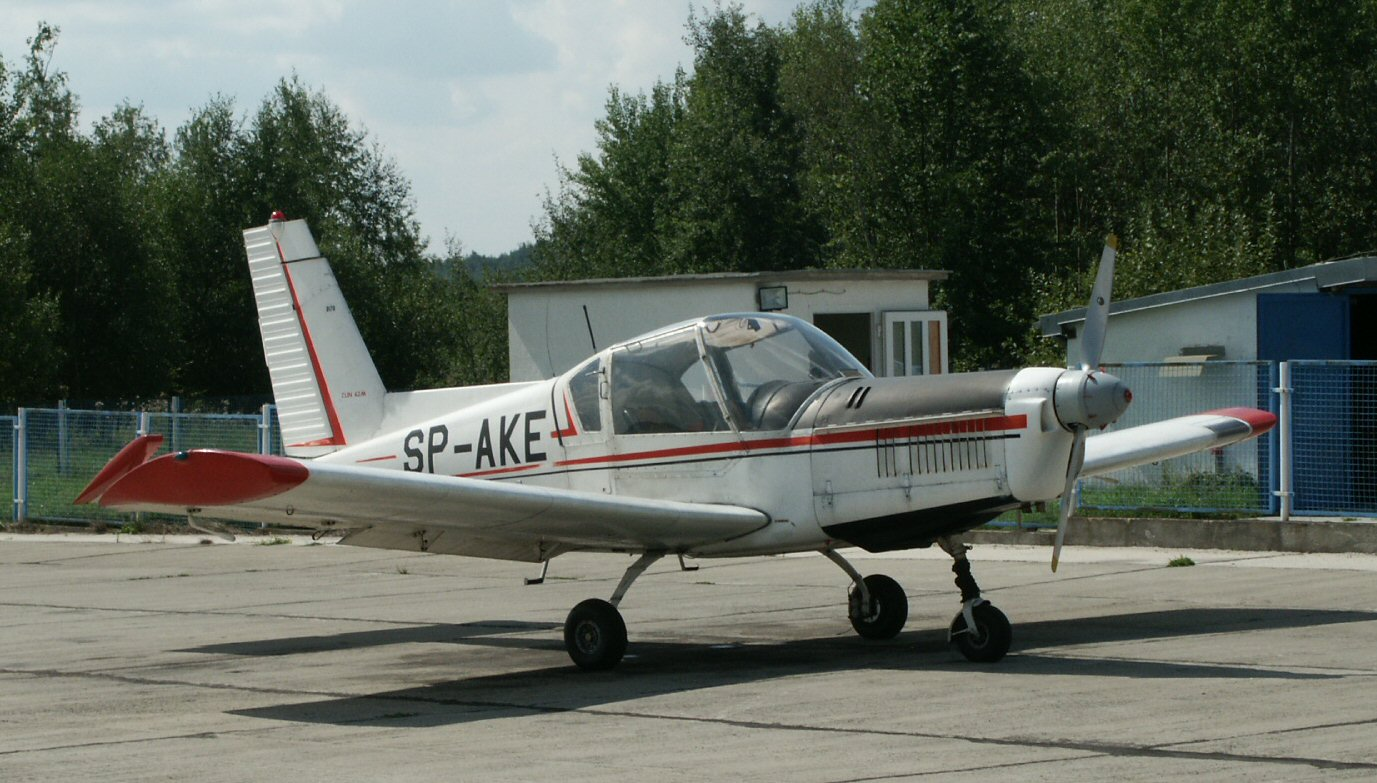
Zlín 42M

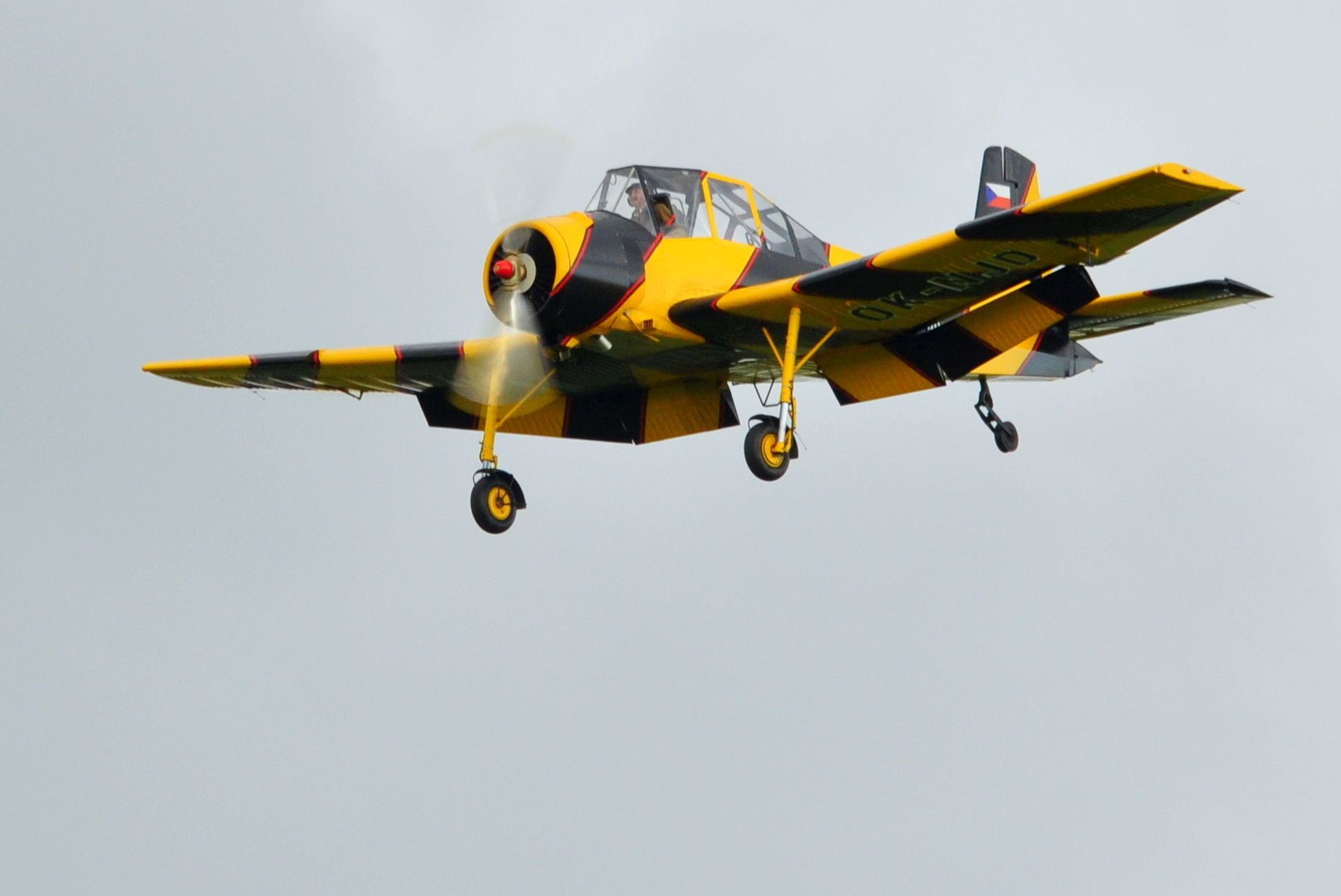
Zlín Z-37 Čmelák

Zlin Aircraft (wcześniej Moravan) – czeski, a wcześniej czechosłowacki producent samolotów z siedzibą w miejscowości Otrokovice.
Od założenia przedsiębiorstwa w 1934 r. przez koncern Bata jako Zlínská letecká akciová společnost wyprodukowano ponad 5600 samolotów, głównie modeli przeznaczonych do akrobacji lotniczych, jak Zlín Z-242, oraz samolotów treningowych.

## Produkowane modele samolotów
- Zlín Akrobat
- Zlín Z-26 Trenér
- Zlín Z-37 Čmelák
- Zlín Z-42
- Zlín Z-43
- Zlín Z-50
- Zlín Z-126
- Z-142
- Zlín Z-143
- Zlín Z-226
- Zlín Z-242
- Zlín Z-326
- Zlín Z-526
- Zlín Z-726